# Брянский уезд

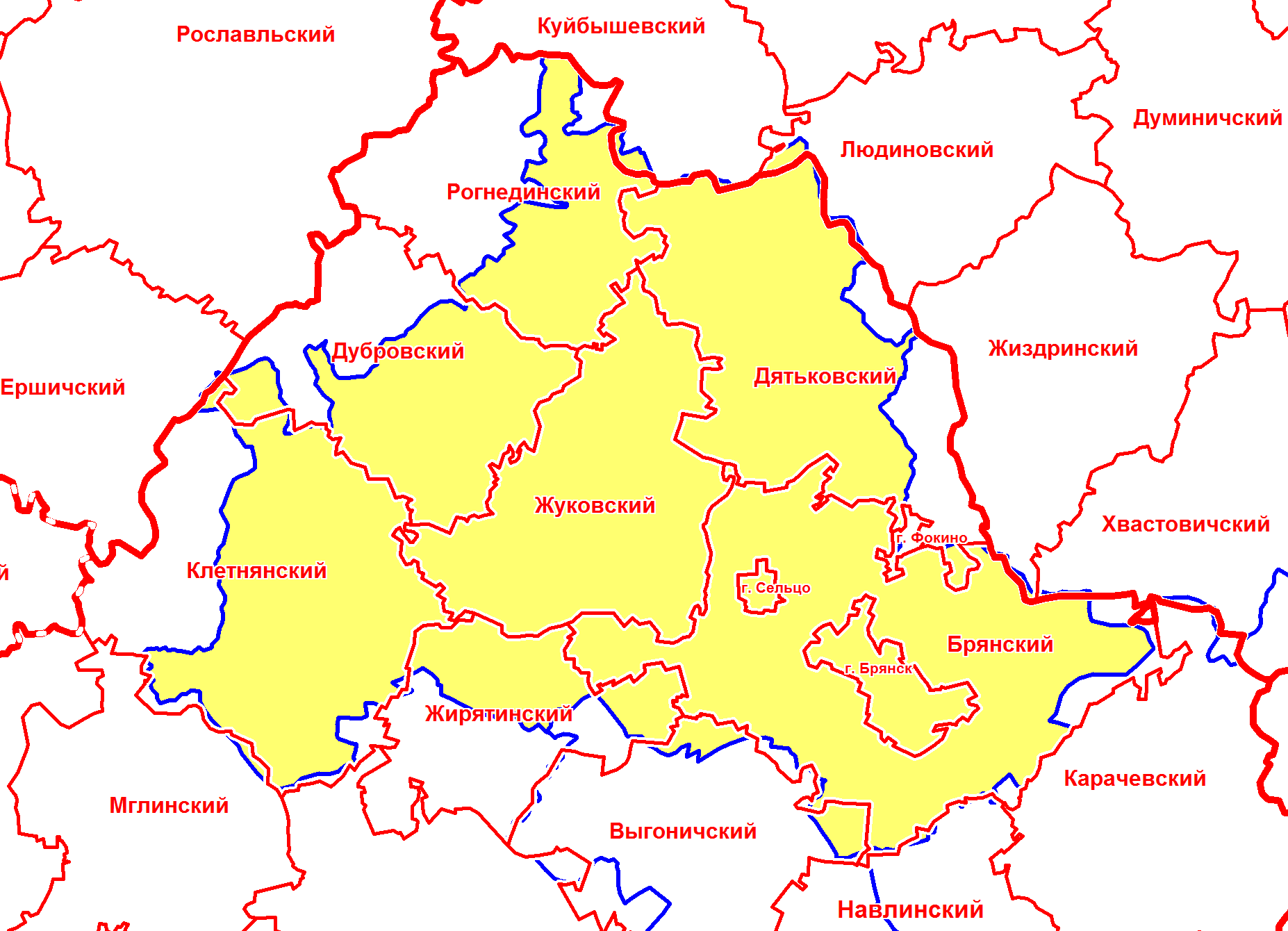
Брянский уезд в современной сетке районов

Бря́нский уезд — административная единица в составе Орловской губернии Российской империи, а с 1920 года — Брянской губернии РСФСР. Административный центр — город Брянск.

## История
Брянский уезд упоминается в источниках с XVI века, когда эти земли были присоединены к Русскому государству. Однако границы и административное деление уезда в XVI—XVIII веках постоянно изменялись. Если в XVII веке территория Брянского уезда составляла около 15 тыс. км², то в XVIII веке, в результате передачи значительных площадей в Рославльский, Севский, Трубчевский и новообразованный Жиздринский уезды, территория Брянского уезда сократилась более чем вдвое.
C введением деления России на губернии, в 1708 году Брянский уезд вошёл в Киевскую губернию (с 1719 — в составе её Севской провинции); с 1727 года в составе той же провинции был передан в Белгородскую губернию.
В 1778 году Брянский уезд вошёл в состав новообразованного Орловского наместничества, которое с 1796 года стало именоваться Орловской губернией. Брянский уезд был известен как самый обширный, наиболее лесистый и одновременно — промышленно развитый уезд губернии.
В Брянском уезде находилось около десятка монастырей, многие из которых (Свенский монастырь, Белобережская пустынь и др.) были известны далеко за пределами своей епархии.
В 1920 году Брянский уезд был передан во вновь образованную Брянскую губернию. В связи с возложением на Брянск функций губернского центра, в 1921 году город Брянск был выделен в самостоятельную единицу, не входящую в состав уезда, а уездные учреждения были перенесены в город Бежицу, в связи с чем уезд был переименован в Бежицкий.
Ныне вся территория бывшего Брянского уезда входит в состав Брянской области (Брянский, Жуковский и большая часть Дятьковского района, частично — Жирятинский, Клетнянский, Дубровский и Рогнединский районы).

## Административное деление

### 1503 год
Русско-литовский договор 1503 года и относящаяся к 1504 году духовная грамота великого московского князя Ивана III содержат перечень волостей, которые с образованием Брянского уезда вошли в его состав. Волостными центрами в этих документах названы Соловьевичи (Соловьяничи), Прикладни, Вороница, Жарынь, Всеславль, Покиничи, Пацынь, Федоровское, Сухарь, Осовик, Хвощна, Батогово, Пьяново, Волконеск (Волконск).

### XVII век
В польско-русском договоре 1608 года вновь перечислены те же волостные центры, что и в договоре 1503 года.
В первой половине XVII века в Брянском уезде насчитывалось более десятка волостей (включая известную Комарицкую волость), однако в последующем их число сократилось до пяти (Батоговская, Вороницкая, Пацынская, Прикладенская, Хвощенская); также в состав уезда входили Подгородный (Городской) и Подывотский станы. В первой четверти XVIII века к числу брянских волостей прибавилась Краснозаборская.

### XIX век
Новая сеть волостного деления возникла в ходе реформы 1861 года; она практически без изменений просуществовала до конца XIX века.
В 1890 году в состав уезда входило 24 волостей
| № п/п | Волость                | Волостное правление | Число селений | Население |
| ----- | ---------------------- | ------------------- | ------------- | --------- |
| 1     | Акуличская (Акулицкая) | с. Акуличи          | 30            | 10435     |
| 2     | Алешинская             | с. Алешня           | 29            | 8675      |
| 3     | Бытошевская            | с. Бытошь           | 20            | 10940     |
| 4     | Вороновская            | с. Вороново         | 20            | 8764      |
| 5     | Госамская              | с. Госама           | 28            | 8988      |
| 6     | Дятьковская            | с. Дятьково         | 10            | 10237     |
| 7     | Елисеевская            | с. Елисеевичи       | 19            | 7879      |
| 8     | Княвичская (Княвицкая) | с. Княвичи          | 35            | 9825      |
| 9     | Любохонская            | с. Любохна          | 22            | 14197     |
| 10    | Овстугская             | с. Овстуг           | 25            | 10058     |
| 11    | Салынская              | д. Салынь           | 22            | 10948     |
| 12    | Снопотская             | с. Снопоть          | 19            | 8214      |
| 13    | Супоневская            | с. Супонево         | 15            | 8996      |
| 14    | Фошнянская             | с. Фошня            | 26            | 9587      |

В 1895 году из Акуличской волости была выделена новая Лутенская волость; в 1918 году возникли Дорожовская и Людинковская волости.
Значительные изменения административно-территориального деления в уезде происходили и после его преобразования в Бежицкий.

## Население
По данным переписи 1897 года, в уезде проживало 203,3 тыс. чел., в том числе в уездном городе Брянске — 24,8 тыс. чел.
По сравнению с другими уездами Орловской губернии, в Брянском уезде, помимо русских, проживало относительно много евреев (более 1 % от общего населения), поляков (более 0,5 %), а также немцев и латышей.